# 馬士英
馬士英（1596年—1647年），字沖然，號瑤草，貴州貴陽人，祖籍直隸儀真（今江蘇儀徵），明末、南明政治人物，萬曆己未進士。弘光時官至東閣大學士、兵部尚書。清軍破南京，馬士英逃亡浙江，被俘身死。

## 生平

### 明末
誥授光祿大夫、太僕寺少卿馬明卿四子。萬曆四十三年（1615年），馬士英舉乙卯科貴州鄉試十三名舉人，四十四年（1616年）联捷丙辰科會試第十九名，未廷試，萬曆四十七年（1619年）中式己未科二甲十九名進士，户部觀政，本年十月授南京戶部廣東司主事。天启三年（間）1623年），遷陕西司郎中，四年出為嚴州知府，調河南，七年丁憂。崇祯二年（1629年）起補山西大同知府。崇禎三年（1630年），升任山西陽和道副使，五年升宣府巡撫佥都御史，不久因賄賂權貴被太監王坤舉發削職，寓居南京。馬士英閒居南京時與阮大鋮交厚，更因阮之力復出擔任鳳陽總督一職，結下了與閹黨的深厚關係。

### 弘光朝
崇禎帝殉國後，當時藩王中尚存的神宗直系子孫，有福王朱由崧、惠王朱常潤、潞王朱常淓、桂王朱常瀛（永曆帝朱由榔之父）等人。論輩分親疏，又以福王朱由崧為其中最適當人選，然而南京朝廷的許多大臣皆為東林黨、復社出身，對於擁立福王有所顧忌。因為此前明神宗曾經想要廢太子，改立朱常洵（福忠王，朱由崧的父親），遭到東林黨人的反對而作罷，是為國本之爭，故東林黨、復社人士害怕福王一旦登基，自己恐怕難逃排擠與報復，於是亦有許多人支持擁立潞王稱帝。
南京朝廷的首席重臣史可法的恩師左光斗為東林黨人，史可法本身的政治理念也較偏向東林、復社人士，但是考慮到諸位藩王王地位的親疏，仍以立福王最具正當性，於是史可法為此積極奔走、試圖找尋折衷的辦法。在史可法仍在聯絡各方人士的過程中，馬士英與高傑、黃得功、劉良佐、劉澤清等人則搶先一步推舉福王擔任監國，並於五月十五即位為皇帝，改隔年為弘光年號。
福王既立，馬士英因為定策有功，任東閣大學士、兵部尚書，加右副都御史銜，仍任鳳陽總督，成為南明朝廷首席大臣。其餘高傑、黃得功等人亦因為實際擁有兵權而加官晉爵，統領江北地區的軍備防務。原南京兵部尚書史可法與復社人士也因此失勢；史可法乃自請督師，前往揚州統籌守務，然而高、黃、劉等武將，卻各自只為鞏固自身勢力，與史可法未能配合。
馬士英後來推薦了在「魏忠賢逆案」中被定罪的阮大鋮任官，使復社人士相當不滿，藉此攻擊馬士英為阉党奸佞。兩方在政治上爭執不下，造成南明朝廷的內、外不和諧，始終無法同心力求明廷的恢復。明亡之后史家因受东林党影响，而将馬士英列为奸臣。
弘光元年（1645年），鎮守武昌的左良玉，發兵沿江而下，要「清君側」、「除馬阮」。馬士英提出：「寧可君臣皆死於大清，不可死於左良玉之手」。命史可法从泗州移兵抵燕子磯，以防左良玉。左良玉兵败后，史可法移师揚州，在清军攻击下失守，史可法壯烈殉國，南京政權被滅。弘光帝被虜，馬士英逃至浙江，投靠總兵方國安，後被清軍所俘，拒降身死。（一說逃慝台州四明山之金鐘寺剃髮，被清兵俘虜，最後殛死）。

## 家族
曾祖馬福，指揮使。祖父馬雲龍，贈山西道御史。父馬明卿，萬曆戊子舉人，官知州。伯父馬文卿，萬曆壬辰進士，官山西道監察御史。
馬士英有兩子，一名馬錫，一名馬鑾。馬錫由於看不慣其父為人，哭著勸其父改過。明亡后在南京靠算命為生，終其天年。馬鑾則依仗其父勢力，在宮內佈置密探，監視朝廷動靜。清軍入南京時被殺。

## 軼事
傳說馬士英渡過錢塘江後，底下的黔兵各個四散潛逃，馬士英乃隱居在天台寺中。後被其家丁五花大綁獻給清朝的某位貝勒，貝勒細數其罪狀及惡行後，將其誅殺；再將其屍體的皮剝下，中間塞草，憤怒的百姓看到馬士英的下場，無不拍手稱快。厭惡他的更將他與崇禎時被崇祯帝賜死的周延儒並稱，將兩人下場寫作一副對聯，曰：
周延儒字玉繩，先賜玉、後賜繩，繩系延儒之頸，宛同狐狗之；
馬士英號瑤草，家藏瑤、腹藏草，草裹士英之皮，遂作犬羊之鞹。

## 評價
- 《明史》谓马士英“为人贪鄙无远略，复引用大铖，日事报复，招权罔利，以迄于亡”。
- 顧誠的《南明史》評價马士英固然不是救时之相，但把他打入另册，列入《明史》奸臣传是毫无道理的。至于把他同阮大铖挂在一起称之为“阉祸”更是无中生有[12]。
- 清代王應奎《柳南續筆》卷一《蟋蟀相公》條稱：“馬士英在弘光朝，為人極似賈秋壑，其聲色貨利無一不同。羽書倉皇，猶以鬥蟋蟀為戲，一時目為‘蟋蟀相公’。”

### 引用
1. ↑  李先耕. . 中國典籍與文化. 2012, 83 (4): 30.
2. ↑  清・馬春暉，《貴陽馬氏家譜》：“雲龍公四子諱明卿……誥授光祿大夫，太僕寺少卿，壽六十九。配妻曹氏，贈一品夫人。繼配房氏，誥封一品夫人，生萬曆五年，卒康熙元年壬寅七月十七日，壽八十六歲，葬觀風台。生八子：士元、士甲、士奇、士英、士傑、士望、士偉、士雄。”
3. ↑  清・馬春暉，《貴陽馬氏家譜》：“明卿公四子諱士英，字瑤草，萬曆乙卯舉人，丙辰會魁，己未進士，官江南戶部主事，遷河南府知府，升北直兵備道，隨升宣化府巡撫，起鳳陽總督，兵部右侍郎兼都察院右僉都御史，入武英殿大學士，功封太保。生萬曆丙申年，卒順治丁亥，葬於福建寧安縣大佛廟坎下。妻周夫人，葬於江南，生二子：曰鑾、曰錫。”
4. ↑  《萬曆四十四年丙辰科進士履歷便覽》：馬士英，瑶艸，易六房，庚子三月十三日生。贵阳人，壬子十三，会十九名。未廷試。
5. ↑  《萬曆四十七年己未科進士履歷》：馬士英，瑶草，易六房，庚午四月十三日生。贵阳府人，壬子十三，丙辰会十九，二甲十九。户部政，本年十月授南户部廣東司主事，癸亥升陕西司郎中，甲子升嚴州知府，調河南府，丁卯丁憂，己巳補大同府，庚午升山西付使，阳和道，壬申升佥都、巡抚宣府。
6. ↑  李清《三垣笔记》卷下《弘光》记载：“马辅士英初亦有意为君子，实廷臣激之走险。当其出刘入阮时，赋诗曰：‘苏蕙才名千古绝，阳台歌舞世无多。若使同房不相妬，也应快杀窦连波。’盖以若兰喻刘、阳台喻阮也。”
7. ↑  《明季南略、卷七、左良玉參馬士英八罪》云：「數列八罪，使人摭辨不得，躲閃不得，足褫奸雄之魄矣。」
8. ↑  《明史·卷308·馬士英傳》：「士英厲聲叱曰：若輩東林，猶藉口防江，欲縱左逆入犯耶？北兵至，猶可議款。左逆至，則若輩高官，我君臣獨死耳！」
9. ↑  徐芳烈：《浙東紀略》 （页面存档备份，存于）
10. ↑  錢海岳《南明史·奸臣列傳》
11. ↑  清·顧炎武，《聖安本紀》（卷6）：“士英渡江後，黔兵逃散，乃潛居天台寺中。其家丁某縛之以獻貝勒，貝勒數其罪惡誅之；剝其皮，實之以草，用快眾憤。時人有以周、馬作對者：‘周延儒字玉繩，先賜玉、後賜繩，繩系延儒之頸，宛同狐狗之尸；馬士英號瑤草，家藏瑤、腹藏草，草裹士英之皮，遂作犬羊之鞹。’”
12. ↑  《第四节 弘光朝廷内部党争的激化》

## 延伸阅读
[在维基数据编辑]
 《明史卷三百〇八》，出自《明史》

## 外部連結
- 馬士英 （页面存档备份，存于） 中研院史語所

| 官衔          | 官衔                                 | 官衔          |
| ------------- | ------------------------------------ | ------------- |
| 前任： 吳暘   | 明朝河南府知府 天啓四年-天啓七年間   | 繼任： 尹明翼 |
| 前任： 劉士璉 | 明朝大同府知府 崇祯二年-崇祯三年年間 | 繼任： 李樹初 |
| 前任： 許國士 | 明朝嚴州府知府 天啓四年間            | 繼任： 胡崇德 |
| 前任： 史可法 | 南明（南京）兵部尚書 1644年          | 繼任： 練國事 |